# Miloš Hrstić
Miloš Hrstić (Vojnić), (20. studenoga 1955.), bivši je hrvatski nogometaš, sadašnji trener.

## Igračka karijera

### HNK Rijeka
Miloš Hrstić počeo je nogometnu karijeru 1968. godine, kao mladi igrač HNK Rijeke.

## Vanjske poveznice
- Novi početak - Miloš Hrstić: Popularnost u dalekoj Kini pohvalna je za hrvatski nogomet  Arhivirana inačica izvorne stranice od 16. veljače 2020. (Wayback Machine)
- Povijest Rijeke 1975 - 2000 godine